# Лесной (Дмитровский городской округ)
Лесной — посёлок сельского типа в Дмитровском районе Московской области, в составе сельского поселения Куликовское. Население — 24 чел. (2010). До 2006 года посёлок входил в состав Зареченского сельского округа.

## Расположение
Посёлок расположен на северо-западе района на границе с Тверской областью, примерно в 35 км к северо-западу от Дмитрова, на западном берегу канала имени Москвы, высота центра над уровнем моря 120 м. Ближайшие населённые пункты — посёлок Раменский в 0,5 км на запад и Мельдино, на противоположном берегу канала.

## Население
| 2002 | 2006 | 2010 |
| ---- | ---- | ---- |
| 18   | ↘14  | ↗24  |